# Bafuliru
 (août 2012).
Si vous disposez d'ouvrages ou d'articles de référence ou si vous connaissez des sites web de qualité traitant du thème abordé ici, merci de compléter l'article en donnant les références utiles à sa vérifiabilité et en les liant à la section « Notes et références ».
Le peuple Bafuliru ou Bafulero est une des nombreuses tribus qui forment la République démocratique du Congo (RDC). Ce peuple est situé dans la contrée d’Uvira, à l’est du pays. Ils cohabitent avec le peuple Bavira au Sud-K

## Langues
Leur langue est le fuliro, une langue bantoue dont le nombre de locuteurs était estimé à 300 000 en 1999. Le swahili est également utilisé.

## Clans des Bafuliru
Les Bafuliru ne sont pas un peuple homogène. Il s’agit plutôt d’un regroupement de populations de diverses origines, une sorte d’État multiculturel, ayant six origines distinctes. 

Le peuple Bafuliru est formé d'environ 37 clans[réf. non conforme] qui sont : 
1. Badaka
2. Badjoga
3. Bahatu,
4. Bahamba ( clan qui provient d'une famille. Le Royaume de Bufuliru était sous la direction du clan Batumba. Mais les Bahamba l'avaient ravi aux Batumba, et voilà l'appellation do mot Muhamba, qui vient du verbe kuhambira. Ainsi les Batumba sont restés comme clan.
5. Bahange
6. Bahembwe
7. Bahofwa
8. Bahundja
9. Bahungu, (ou Bazige) peuple Hutu, originaire du Burundi
10. Baiga
11. Bajojo
12. Bakame
13. Bakukulugu
14. Bakuvi
15. Balambo(qui est un clan dans les Bavira),
16. Balemera,
17. Balizi, peuple bantou originaire de Bunyoro en Ouganda
18. Bamioni
19. Banakatanda, un des clans les plus puissants de Bafuliru. Sur la cour royale, un rôle était attribué à chaque clan puissant du royaume. Les femmes des banyakatanda étaient de faiseuses des Rois. Un Roi pouvait naître de n’importe quelle épouse du Roi et les femmes banyakatanda étaient accoucheuses au service des reines et devaient annoncer si l’enfant était digne de succession au trône. Au décès du Roi seuls les membres de ces clans pouvaient confirmer et annoncer le décès et s’assurer que l’enfant digne de succession accède au trône.
20. Banakyoyo
21. Banamubamba
22. Banamuganga
23. Basamba
24. Bashagakibone
25. Bashimbi, peuple nilotique originaire du royaume des Bacwezi en Ouganda
26. Bashale
27. Bashamwa
28. Bashashu
29. Basigi
30. Basira
31. Basozo, peuple hutu originaire de Bugarama au Rwanda ; se sont mêlés au reste de la population si bien que ce clan a disparu, quoique existant encore !
32. Bashago
33. Batere
34. Batoke
35. Batumba: (qui est grand clan chez les Bavira et les Bafuliru. Car c'est un clan royal. À Rwindi, c'est le Mutumba qui est sur le trône et dans la Province du Haut-Lomami dans l'ancien Katanga. Le Mutumba a toujours été un peuple le plus respecté. Et dans le territoire d'Uvira, il est le clan le plus nombreux."'
36. Bavunye
37. Bavurati et
38. Bazilangwe